# Yūichi Nishimura
Yūichi Nishimura (西村 雄一 Nishimura Yūichi?) (Tokio, 17 de abril de 1972) es un árbitro de fútbol japonés. Fue árbitro internacional de la FIFA y tomo parte en diversas competiciones de renombre, de las cuales sobresalen las Copas Mundiales de la FIFA Sudáfrica 2010 y Brasil 2014.

## Trayectoria

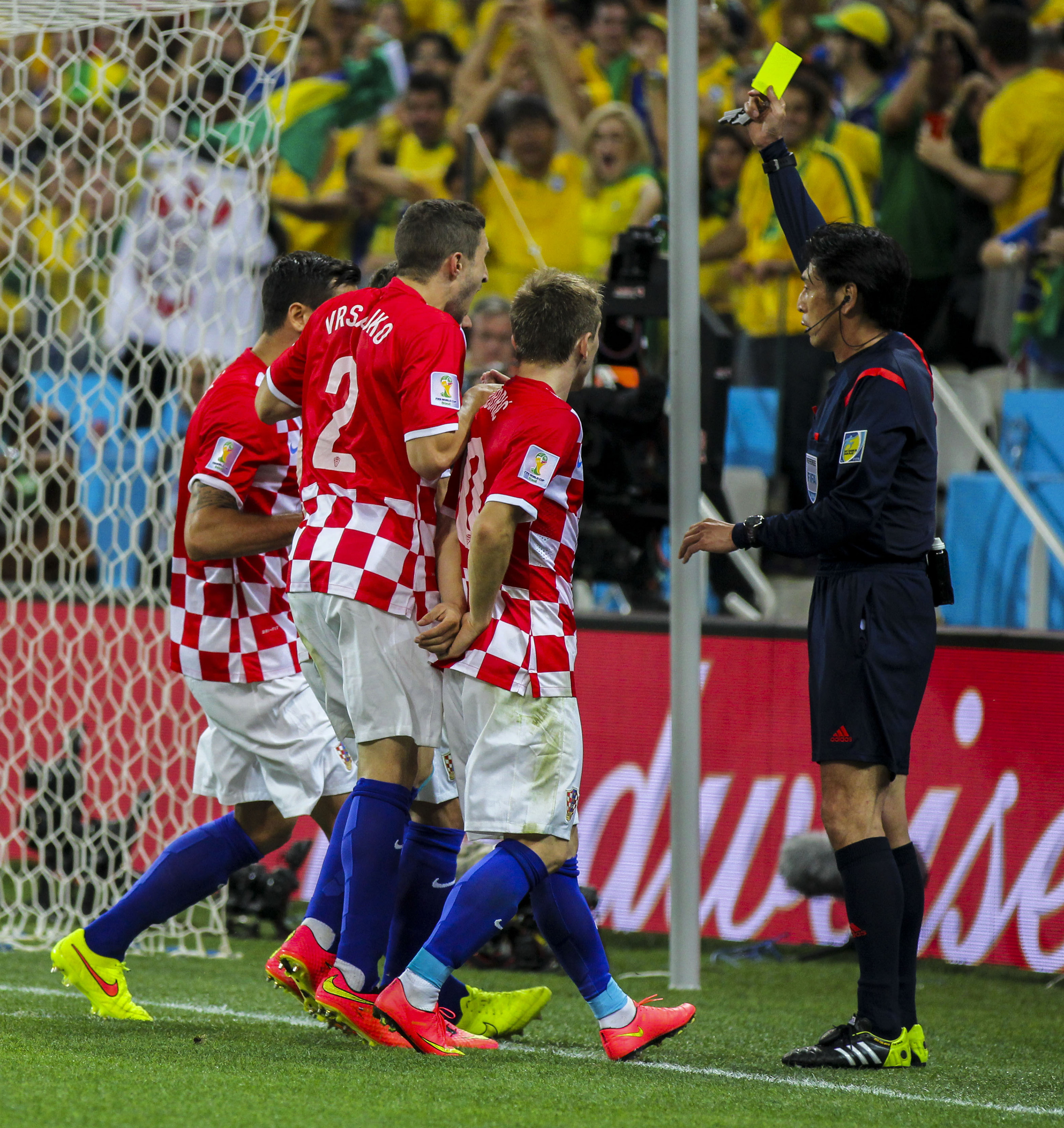
Nishimura cobrando un penal para Brasil en el partido inicial del Mundial 2014 contra Croacia.

A nivel de clubes, ascendió a la J. League en 2003 y ha sido escogido árbitro del año en 2009 y 2010. También ha estado presente en diversas ediciones de la Copa del Emperador, encargándose de las finales de 2006 y 2008. En el apartado internacional, ha participado desde Liga de Campeones de la AFC desde la temporada 2006/07. En la edición 2009/10 se encargó, además, de arbitrar la final. Del mismo modo, ha participado en las Copa Mundial de Clubes de la FIFA de 2008 y 2010. En esta última edición dirigió el partido decisivo, disputado entre el TP Mazembe y el Inter de Milán.
Su primera participación en competiciones de selecciones fue en el Campeonato Juvenil de la AFC de 2006. El verano siguiente ascendió de nivel para estar la Copa Asiática 2007, donde dirigió tres partidos contando con árbitro asistente a su compatriota Toru Saga. Aquel mismo verano participó en el Mundial sub-17, junto a Saga y el surcoreano Jeong Hae-Sang. Dirigieron un total de cinco encuentros, incluida la final que Nigeria ganó a España por penaltis. Unos meses después repitió equipo en la Copa Africana de Naciones 2008 celebrada en Ghana, donde fue el único árbitro principal de origen asiático en la competición.
Su evolución prosiguió al ser designado como colegiado para Copa Mundial de Fútbol de 2010. El 11 de junio de 2010 arbitró el partido que enfrentó a Uruguay y a Francia. Los asistentes fueron los mismos que le acompañaron en Ghana, mientras que el cuarto árbitro del partido fue el salvadoreño Joel Aguilar. Nishimura mostró la primera tarjeta roja del torneo cuando expulsó al centrocampista uruguayo Nicolás Lodeiro, quien había visto previamente dos tarjetas amarillas (la segunda tras una entrada sobre Bacary Sagna), también mostró tarjeta roja directa a Felipe Melo tras pisotear a Arjen Robben en el partido de cuartos de final entre Países Bajos y Brasil, quedando ésta eliminada de la fase final. Participó como cuarto árbitro en una semifinal y en la final de la Copa Mundial, esta última celebrada el 11 de julio de 2010, que fue disputada por las selecciones de los Países Bajos y España, en la que esta última se proclamó campeona.
En 2011 repitió su participación en la Copa de Asia. Allí arbitró tres partidos de la primera fase, entre ellos el inaugural disputado entre las selecciones de Catar y Uzbekistán.
Luego de su participación en Copa Mundial de la FIFA Sudáfrica 2010, Nishimura fue seleccionado para la Copa Mundial de la FIFA Brasil 2014, en donde fue designado para el partido inaugural del 12 de junio de 2014, entre Brasil (el anfitrión) y Croacia, y en el cual tuvo una actuación polémica.